# Neocilnia gracilis
Neocilnia gracilis är en bönsyrseart som beskrevs av Max Beier 1930. Neocilnia gracilis ingår i släktet Neocilnia och familjen Mantidae. Inga underarter finns listade i Catalogue of Life.